# Jelanski (Swerdlowsk)
Jelanski (russisch Еланский) ist eine Siedlung (possjolok) in der Oblast Swerdlowsk in Russland mit 10.038 Einwohnern (Stand 14. Oktober 2010).

## Geographie
Der Ort liegt im Westteil des Westsibirischen Tieflands knapp 120 km Luftlinie östlich des Oblastverwaltungszentrums Jekaterinburg. Er erstreckt sich über mehr als 4 km entlang dem linken Ufer der Pyschma; die kleine ursprüngliche Siedlung liegt rechts der Pyschma.
Jelanski gehört zum Rajon Kamyschlowski und befindet sich etwa 12 km westlich von dessen Verwaltungszentrum Kamyschlow. Die Siedlung gehört zur Landgemeinde Kalinowskoje selskoje posselenije, deren Sitz, das bedeutend kleinere Dorf Kalinowka, südwestlich an Jelanski anschließt. Der größere, links der Pyschma gelegene Teil der Siedlung ist als Standort der russischen Streitkräfte militärisches Sperrgebiet.

## Geschichte
Der ursprüngliche Ort wurde 1927 als Siedlung bei der gleichnamigen Bahnstation an der Strecke Jekaterinburg – Tjumen, Teilstück der Transsibirischen Eisenbahn, gegründet. Später entstand am jenseitigen, nördlichen Ufer der Pyschma ein ausgedehnter Standort der Sowjetischen Armee mit zugehöriger Wohnsiedlung. Nach einem kleinen, nordwestlich gelegenen und 1871 gegründeten Dorf trug diese auch den – bis heute alternativ genutzten – Tarnnamen p/o (potschtowoje otdelenije, Post) Poroschino.
In den 1990er-Jahren wurde die zuvor geheime Militärsiedlung als offizieller Ortsteil an die Stationssiedlung Jelanski angeschlossen. Dort befindet sich heute das Bezirksausbildungszentrum des Vereinigten Strategischen Kommandos Mitte (Zentraler Militärbezirk) des russischen Heeres; außerdem ist dort die 119. Raketenbrigade stationiert.

### Bevölkerungsentwicklung
| Jahr | Einwohner |
| ---- | --------- |
| 2002 | 8.797     |
| 2010 | 10.038    |

Anmerkung: Volkszählungsdaten

## Verkehr
Am südlichen Rand der Siedlung befindet sich die gleichnamige Bahnstation an der auf diesem Abschnitt seit 1980 elektrifizierten Transsibirischen Eisenbahn (Streckenkilometer 1940 ab Moskau). Einige Kilometer südöstlich verläuft die föderale Fernstraße M12 Moskau – Tjumen (Teil der Europastraße 22), die dort auf einer neuen Trasse das Rajonzentrum Kamyschlow weiträumig nordwestlich umgeht. Die M12 wird dort von der Regionalstraße 65K-1303000 gekreuzt, die von Kamyschlow kommend vorbei an der Bahnstation Jelanski und dem Gemeindesitz Kalinowka nach Suchoi Log führt.